# Victor Wagner
Victor Wagner (Porto Alegre, 30 de junho de 1959) é um ator brasileiro.

## Carreira
Começou no teatro em 1977. Trabalhou em telenovelas no SBT e na TV Manchete, onde fez seu personagem mais conhecido, o "contratador João Fernandes", de Xica da Silva. Na Rede Record esteve na trilogia Os Mutantes Caminhos do Coração como o Rei de Ágata.
Posou nu duas vezes para a revista G Magazine, na primeira vez foi em 1996, quando gravava Xica da Silva na extinta Rede Manchete, e a segunda foi em 2005, quando o SBT reprisou a trama, surgindo assim, um novo convite para o ator.

## Filmografia

### Televisão
| Ano  | Título                  | Personagem                 | Notas                        | Emissora      |
| ---- | ----------------------- | -------------------------- | ---------------------------- | ------------- |
| 1995 | Tocaia Grande           | Coronel Felipe Sampaio     |                              | Rede Manchete |
| 1996 | Xica da Silva           | João Fernandes de Oliveira |                              | Rede Manchete |
| 1997 | Mandacaru               | Tirana                     |                              | Rede Manchete |
| 1998 | Brida                   | Edmundo                    | Episódios: "2–4 de agosto"   | Rede Manchete |
| 2000 | Você Decide             | Mário                      | Episódio: "Efeitos Visuais"  | Rede Globo    |
| 2001 | Pícara Sonhadora        | José Duarte Soares         |                              | SBT           |
| 2005 | Linha Direta            | Rudolf Hess                | Episódio: "Caso Mengele"     | Rede Globo    |
| 2006 | Cristal                 | Padre Ângelo de Jesus      |                              | SBT           |
| 2008 | Os Mutantes             | Rei Adamastor              | Episódios: "9–20 de outubro" | RecordTV      |
| 2016 | Cúmplices de um Resgate | Delegado                   | Episódio: "18 de maio"       | SBT           |
| 2016 | Escrava Mãe             | Marinheiro Barbudo         | Episódios: "2–8 de novembro" | RecordTV      |

### Cinema
| Ano  | Título                     | Personagem    |
| ---- | -------------------------- | ------------- |
| 1997 | Bocage, o Triunfo do Amor  | Bocage        |
| 2002 | Histórias do Olhar         | José (jovem)  |
| 2005 | Hans Staden                | Cacique Anatu |
| 2016 | Romeu e Julieta Tupiniquim | Dom Vasco     |

## Ligações Externas
- Victor Wagner. no IMDb.